# Robert Quarshie
Pour les articles homonymes, voir Quarshie.
Robert Quarshie est un ancien arbitre ghanéen de football des années 1970.

## Carrière
Il a officié dans une compétition majeure : 
- JO 1972 (1 match)